# Adefolarin Durosinmi
Gafar Adefolarin Durosinmi (* 2. Januar 1991 in Abuja), auch einfach nur Adefolarin Durosinmi genannt, ist ein nigerianischer Fußballspieler.

## Karriere
2009 spielte Durosinmi beim kambodschanischen Verein  Post Tel Club in Phnom Penh. 2010 wechselte er nach Thailand, wo er sich dem RBAC FC (Rattana Bundit University Football Club) anschloss. Von 2011 bis 2014 spielte er bei Ayutthaya FC, einem Verein der 2011 noch in der dritten Liga Thailands spielte und 2013 in die zweite Liga, die Thai Premier League Division 1, aufstieg. 2015 wechselte er zu Sisaket FC, einem Verein der in der höchsten Liga des Landes, der Thai Premier League, spielte. 2017 spielte er eine Saison in Sattahip, wo der damalige Erstligaclub Navy FC beheimatet ist. 2018 wechselte er wieder in die zweite Liga zu Samut Sakhon FC. Nach einer Saison verließ er Samut Sakhon und schloss sich 2019 dem Erstliga-Aufsteiger Trat FC aus Trat an. Nach 34 Erstligaspielen wurde sein Vertrag Ende Juni 2020 aufgelöst. Von Juli 2020 bis Ende Dezember 2020 war er vertrags- und vereinslos. Am 21. Dezember 2020 unterschrieb er einen Vertrag beim Erstligisten Chonburi FC in Chonburi. Für die Sharks absolvierte er 12 Erstligaspiele. Nach Ende der Saison wurde sein Vertrag nicht verlängert. Anfang Januar 2022 verpflichtete ihn sein ehemaliger Verein Navy FC.  Am Ende der Saison 2021/22 musste er mit der Navy als Tabellenletzter in die dritte Liga absteigen. In 17 Zweitligaspielen schoss er acht Tore für die Navy. Nach dem Abstieg verließ er Sattahip und wechselte Anfang Juli 2022 zum Zweitligaaufsteiger Uthai Thani FC. Für den Verein aus Uthai Thani bestritt er 17 Ligaspiele und schoss dabei sechs Tore. Nach der Hinrunde wurde sein Vertrag Ende Dezember 2022 nicht verlängert. Im Juli 2023 nahm ihn der Erstligaaufsteiger Nakhon Pathom United FC unter Vertrag. Für den Verein aus Nakhon Pathom bestritt er 22 Ligaspiele. Im Juni 2024 wurde sein Vertrag nicht verlängert. Nach einem halben Jahr Vertragslosigkeit unterschrieb er Ende Dezember 2024 einen Vertrag beim thailändischen Zweitligisten Kasetsart FC.

## Erfolge
Sisaket FC
- Thailändischer Ligapokalfinalist: 2015